# Bränt barn
För filmen som bygger på boken, se Bränt barn (film).
Bränt barn är en roman från 1948 av Stig Dagerman. Den skrevs under en vistelse i Bretagne i Frankrike sommaren 1948 där Dagerman vistades för att skriva en serie resereportage av ungefär samma slag som han tidigare gjort från Tyskland i Tysk höst. 
Romanen gavs ut av Norstedts förlag den 18 oktober 1948 och är den av Dagermans böcker som fått flest recensioner, utgivits i flest upplagor och översatts till flest språk.

## Handling
Det är en realistisk och psykologisk berättelse om den unge tonårspojken Bengt och hans far. Modern har nyligen dött och fadern har börjat träffa en ny kvinna. Mot detta förhållande revolterar Bengt. Han anklagar fadern för att inte respektera den döda modern. Och han försöker hindra den nya kvinnan att ta moderns plats. Men samtidigt känner han en förbjuden attraktion till henne.

## Mottagande
Romanen mötte vid sin utgivning ett mycket stort intresse från kritikernas sida och granskades i mer än 70 recensioner. Invändningar och kritiska påpekanden saknades inte, en rad recensenter hade erinringar mot bokens psykologiska mönster, men överlag dominerade de positiva och erkännsamma omdömena. 
Ivar Harrie skrev "Han slår sig lös bland den litterära teknikens experimentmöjligheter... och det händer inte att han fumlar, han har på något mirakulöst sätt konsten i fingrarna. Men han tappar inte bort sig i uppvisningar... Det är första gången Dagerman har ett milt slutackord, med stämning av en rekonvalescents leende. Däri utmynnar den mest inträngande och intima människostudie han gjort, en strängt objektiv studie, där fristående figurer rör sig i ett stycke verklig fiktion, men där föredraget har en underton av personlig angelägenhet, av smärtsam och befriande rannsakan. Den undertonen är kanske vad som efterverkar djupast och envisast i en efter läsningen - det starkaste intrycket av en mycket stark bok".
Sven Stolpe tyckte att "Det är ytterst sällan man lägger ifrån sig en bok så rörd och så eftertänksam... Det oförglömligaste i boken är författarens fasta grepp om sin unge hjälte, hans oblidkeliga dom över hans försök att förfalska sig själv. Utan att med ett ord uttala sitt patos har Dagerman här markerat det på ett sätt som inger aktning. Han är lysande utrustad - formellt och intellektuellt. Men hans finaste valör är hans stränghet, hans allvar." 
Besviken var däremot Viveka Heyman som inte tyckte att boken kunde mäta sig med Nattens lekar som utgivits föregående år: "Här finns alla ingredienser till en mästerlig Dagermanroman. Det har bara inte blivit en mästerlig Dagermanroman. Man kan hitta enstaka bra sidor, enstaka fina bilder och många ypperliga formuleringar. Men resten är dött. Resten har man en otäck förnimmelse att ha läst många gånger förut i mycket bättre versioner."

## Digitaliserad utgåva
- Bränt barn. Stockholm: Norstedt. 1948. Libris h2s4s6t5flkfgjmk. https://gupea.ub.gu.se/2077/84515

## Översättningar
Romanen har i översättning givits ut i en lång rad länder. Bland annat Storbritannien och USA (A burnt child, 1950), Frankrike (L'enfant brûlé, 1956 och 1981), Danmark (Braendt barn, 1949 och 1967), Norge (Brent barn, 1949), Finland (Äidin varjossa, 1949), Portugal (O vestido vermelho, 1958), Nederländerna (Het verbrande kind, 1958), Spanien (Gato escaldado, 1962) och Rumänien (Urme de pasi sub apa, 1977).

## Dramatisering och filmatisering
1949 dramatiserade Dagerman romanen under titeln Ingen går fri. Den hade teaterpremiär samma år med författaren själv som regissör och utgavs i boken Judasdramer. 1967 kom en film, regisserad av Hans Abramson och med Hans Ernback, Bente Dessau, Marie Göranzon och Keve Hjelm i rollerna, se Bränt barn (film).